# 三浦弘行
三浦 弘行（みうら ひろゆき、1974年2月13日 - ）は、日本の将棋棋士。棋士番号204。
群馬県高崎市出身。西村一義九段門下。

## 棋歴
小学校3年の時、父（慶応大学の将棋部出身で、アマチュア四段）に将棋を教えられた。親子間の会話がなかったため、「せめて共通の趣味でも持とう」ということであった。
1987年に奨励会入会。同期には田村康介七段らがいる。奨励会時代には藤井猛や窪田義行とVSで研鑽を重ねたという。1992年、四段に昇段しプロ入り。

### タイトル戦などでの活躍
1995年、棋聖戦でタイトル初挑戦。羽生善治との五番勝負は0勝3敗で敗れた。翌年1996年の棋聖戦で2年連続挑戦者となり、当時七冠を独占していた羽生を3勝2敗で破り五段で初のタイトルを獲得した。羽生七冠の一角を崩した棋士として、一躍、時の人となる。
1998年度、新人王戦で、決勝三番勝負で畠山成幸を下して優勝。
1998年度から2000年度の順位戦で3期連続昇級を果たし、2001年度には棋士番号200番台の棋士として初めてA級八段となる。
2002年度、NHK杯の決勝で先崎学を破って優勝。
朝日オープン将棋選手権で、第22回(2003年度）から3期連続でベスト4に進出。
2005年、竜王戦1組で優勝。決勝トーナメントでも挑戦者決定三番勝負に進むが、木村一基に敗れ、8年ぶりのタイトル戦登場はならず。
2010年3月2日に行われた第68期A級順位戦において、郷田真隆を下して羽生善治名人への挑戦権を獲得。自身初の七番勝負2日制のタイトル戦登場となったが、七番勝負では4連敗で敗退した。
2013年、棋王戦で渡辺明棋王への挑戦権を獲得するも、3連敗でタイトル奪取はならず。
2015年3月1日に行われた第73期A級順位戦において、広瀬章人に敗れ3勝6敗の成績となり、14期在籍したA級から初の陥落。
2015年度の将棋日本シリーズ決勝で深浦康市に勝利し、13期ぶりの棋戦優勝。また、第74期順位戦B級1組でも9勝3敗と復調し、1期でA級復帰を果たした。

### 将棋ソフト不正使用疑惑
2016年、第29期竜王戦で渡辺明竜王（当時）への挑戦権を獲得するも、将棋ソフト不正使用疑惑騒動により日本将棋連盟から出場停止処分を受けた。連盟から委嘱を受けた第三者調査委員会は調査の結果、三浦の指摘された疑惑を全て検討したが、疑惑のきっかけとなった対局中の30分以上の離席が映像分析により実際には存在しなかったことなど、どれも不正行為に及んでいたと認めるに足りる証拠能力は到底無かったと発表した。連盟は三浦の潔白を認め、2017年2月7日に三浦に対し謝罪した。補償問題についても2017年5月24日に和解が成立した。また、2016年度の三浦は順位戦A級に在籍していたが、前述の出場停止処分を受け、騒動以後の対局は全て（勝ちも負けも付かない）不戦となった。三浦はA級に残留し、翌期の順位は休場者と同様の「張り出し」（11位）となった。

### 復帰後・復活
2017年2月13日、竜王戦ランキング1組1回戦の対・羽生戦で出場復帰するも敗退した。復帰後の戦績は、2017年3月末時点で4連敗(うち2局は千日手による指し直し)。ただし、テレビ未放映ながら、4月14日に初勝利を挙げた旨が報道されている。　
ファンとの交流イベントとして、2017年4月23日の第62回「天童桜まつり人間将棋」にゲスト出演し、阿部健治郎 七段との対局があり勝利した。5月3日には「ハウジングプラザ横浜将棋まつり」で、森内俊之九段との公開対局が行なわれたが敗れた。
2018年3月2日に行われた第76期順位戦A級最終戦 対渡辺明戦で「負ければ降級」という状況で渡辺を下し、5勝5敗で残留。張り出し11位という不利な立場で残留を決め、通算A級在位期数を17期に伸ばした。3月2日の時点で、三浦の2017年度の勝率は6割を超えており（2017年度の最終成績は、24-15、勝率.615）、トップ棋士にふさわしい成績を挙げ、将棋ソフト不正使用疑惑騒動によるダメージから完全復活を果たした。また、同年4月には第89期棋聖戦で挑戦者決定戦まで進出したが、豊島将之八段に敗れ挑戦権を逸した。
順位戦ではA級に通算19期在籍していたが、第79期順位戦で1勝8敗と負け越し、2021年度よりB級1組に降級となった。

### A級順位戦等にまつわる幸運・戦績
- 初参加の第60期は3勝6敗とA級の高い壁に苦しんだが、加藤一二三・先崎学が2勝7敗と振るわなかったため、8位で残留。新参加の棋士が3勝6敗で残留できるのは稀である。
- 第61期は4勝5敗で丸山忠久（1位）・青野照市（7位）・島朗（9位）・郷田真隆（10位）と並んだが、順位の差で7位に浮上。
- 第62期は5勝4敗とA級初の勝ち越しを決め、自己最高の5位にジャンプアップ。
- 第63期は4勝5敗で谷川浩司（3位）・丸山（4位）・鈴木大介（6位）・深浦康市（9位）と相星で並んだが、順位の差で7位（最終局の高橋道雄に敗れていたら陥落だった）。
- 第64期も3勝6敗と低調、藤井猛（2位）・久保利明（3位）・鈴木（8位）・森下卓（9位）とまた相星で並んだものの、ここでも順位の差に助けられて8位。
- 第65期も4勝5敗と負け越し、佐藤康光（3位）・丸山（5位）・藤井（6位）・久保（7位）・深浦（9位）と6人が相星で並ぶ（最下位は阿部隆の2勝7敗）異例の展開となったが、幸運なことに3期連続で順位の差が味方して土俵際の8位に踏みとどまる。
- 第66期では6局目の木村一基戦で自身2回目のA級勝ち越しとなる5勝目をあげ、早々と来期のA級残留（連続8期目）が確定。名人挑戦はならなかったものの、7勝2敗の好成績で第67期は自己最高位の2位で迎える。
- 第67期では終盤に5連敗を喫するなど3勝6敗と大苦戦。鈴木（9位）・深浦（10位）と相星であったが、熾烈な降級争いの渦中にいた深浦が丸山に屈したため、辛うじてギリギリの8位で踏みとどまった（降級は鈴木・深浦）。
- 第68期は2勝2敗から怒涛の5連勝、2年ぶりとなる7勝2敗の成績で初の名人挑戦を果たす。なお、前年度A級8位からの挑戦権獲得は、第14期に加藤、第42期に森安秀光が挑戦して以来、26年ぶり3人目の快挙である。
- 序列1位で迎えた第69期は、終盤まで星が伸びずに苦しんだが、最終戦で熾烈な残留争いを演じていた木村との一騎討ちに快勝、4勝5敗で終えて5位（降級は3勝6敗の木村・藤井）。
- 第70期のA級順位戦は7回戦を3勝4敗で終えた時点で残留が確定した。最終的には5勝4敗で3位。
- 第76期は張出扱いの11位で迎えた。8戦目終了時点では3勝5敗であり、降級の危機だったが、9戦目の豊島、10戦目の渡辺明に連勝して、5勝5敗の8位で残留した（降級は渡辺明・行方・屋敷）。
- 深浦康市は好成績をあげながら順位の差に泣くことが多いが、その時順位の差で深浦を上回っているのは三浦であることが多い。
  - 第53期C級2組 - 三浦（6位、9勝1敗、昇級）、深浦（9位、9勝1敗、昇級ならず・次点）
  - 第58期B級2組 - 三浦（20位、9勝1敗、昇級）、深浦（21位、9勝1敗、昇級ならず・次点）
  - 第63期A級 - 三浦（5位、4勝5敗、残留）、深浦（9位、4勝5敗、降級）
  - 第65期A級 - 三浦（8位、4勝5敗、残留）、深浦（9位、4勝5敗、降級）
  - 第67期A級 - 三浦（2位、3勝6敗、残留）、深浦（10位、3勝6敗、降級）

この因縁はさかのぼれば、第52期C級2組最終局での三浦－深浦戦で三浦が勝ったことに由来する。この勝利によって三浦は深浦を星1つ上回り、その結果第53期で上位となったためである。なお、この事象は第72期の順位戦の結果、翌期の第73期で深浦が順位戦に参加して以来、初めて三浦の順位を上まわった事により解消している（第72期は、名簿上まだ三浦が上位）。ただし、厳密には深浦は三浦よりプロ入りが1年早いため、三浦は第52期順位戦の初参加時点で下位4人の内の1人であり、必然的に開始前の名簿上での順位は深浦が上位である。

## 棋風
- 右四間飛車、横歩取り3三桂戦法、相横歩取りなど、他のプロはあまり指さない戦法も時々採用する。
  - 1999年度前期のNHK将棋講座で、右四間飛車の講座の講師を務めた。
  - 飛車先の歩（先手なら2筋、後手は8筋）を、最後まで突かずに勝利した事がある[11]。

| 9  | 8  | 7  | 6  | 5  | 4  | 3  | 2  | 1  |    |
| 香 |    |    | 王 |    |    |    |    | 香 | 一 |
|    | 飛 |    |    | 角 |    | 金 | 銀 |    | 二 |
| 歩 |    |    | 銀 |    |    | 桂 | 歩 |    | 三 |
|    |    | 歩 | 歩 | 金 |    |    |    | 歩 | 四 |
|    | 歩 | 歩 |    |    |    | 飛 |    |    | 五 |
| 歩 |    |    | 歩 | 馬 | 歩 | 歩 |    | 歩 | 六 |
|    | 歩 | 桂 |    | 歩 |    |    |    |    | 七 |
|    |    | 金 |    |    |    | 銀 |    |    | 八 |
| 香 |    | 玉 |    |    | 金 |    |    | 香 | 九 |

- 研究家として知られ、子供時代から親交のある行方尚史の評する所、広い局面より、狭くて深い局面、いわゆる「局地戦」で強さを発揮するという[12]。
  - 羽生から棋聖位を奪った際は相掛かりの序盤で飛車を2八まで引いた（引き飛車）。それまでは飛車の位置を2六（浮き飛車）とするのが一般的であったが、三浦が採用したことによってプロ間で引き飛車が見直された。
  - 革新的な振り飛車戦法である藤井システムによって、対する居飛車側が穴熊に堅く囲うのが困難となった。そこで、三浦は穴熊に代わる新しい堅い囲い「ミレニアム囲い」を創案し、実戦でも好成績を残す。これにより2000年度将棋大賞の升田幸三賞を受賞。
- 自分が先手番のときでも千日手になることを嫌わない、珍しい棋士である[注釈 5]。
- 将棋ソフト不正使用疑惑騒動で出場停止処分を受ける前の最後の対局となった順位戦の対渡辺戦において角換わりの4五桂跳ね急戦を採用し、途中で桂を何度も押し売りして強引に飛車交換に持ち込んでいく作戦が竜王戦1局でも採用されたことから話題となった。
右の図はすでに銀損の三浦がさらに自陣の桂を捨ててまで飛車交換に持ち込もうとする局面である。

## 人物・エピソード
- 口数少なく将棋にストイックに取り組む姿勢、研究の鬼で将棋の勉強に1日12時間を費やす求道者ぶり、その無骨な風貌から「棋界の武蔵」の異名を取る。ただし「武蔵」は「むさし」ではなく「たけぞう」と読む[注釈 6][13]。電王戦での二つ名は「Ａ級の武蔵（むさし）」であった。
- ニコニコ動画の第70期名人戦七番勝負第1局の解説で「みうみう」というあだ名を提案され、本人が「これからは私の事をみうみうと呼んでください。」と快諾した事から「みうみう」と呼ぶファンも多い[14]。
- 2019年、台湾で行われた第4期叡王戦開幕局で現地大盤解説を担当[15]。これが初めての海外だった[16]。
- 全7タイトル制覇時の羽生の一角を崩し、一躍時の人になり、『進め!電波少年』に出演[17]。
- 実直な性格。第3回AbemaTVトーナメントのドラフトでも「親しい棋士はあえて外す」という決め事を作っていた。「人間関係を大切にしたいから。親しい棋士の中で選んだ人、選ばなかった人が出てしまうことを避けた。」という気遣いであった[注釈 7][18]。
- 木村一基曰く 「弘行は人を傷つけるようなことは絶対に言わない。純粋なんです」とのこと[17]。
- 某美人囲碁棋士とランチをともにするも、そのとき緊張して昼からビールを大量摂取し、「純朴な方」 との印象を獲得したらしい[17]。

家族・プロ入り以前
- 2007年6月8日に父が死去。
- 小学生の頃はおちつきがなく、おしゃべりでうるさく、早指しだったという[注釈 8]。
- 湯川恵子の取材によると、祖父と元首相の福田赳夫は従兄弟同士[19]。また鈴木輝彦による三浦インタビューによると、母方の祖父は福田赳夫の縁戚にあたり、また福田総理の主治医でもあった[20]。
- 藤井猛は同郷の兄弟子に当たる。2人は2001年、同時にA級昇級した。また、奨励会入会試験で1度落ちた経験があることも、2人の共通点である[21]。
- 明和県央高等学校卒業[22]。
- 群馬の実家在住。「通勤に便利でも誘惑が多いので、東京には住みません」と断言した[23]。
- 長年独身であったが、2014年秋に一般女性と結婚していたことが報道された[24]。

将棋に対する姿勢
- 屋敷伸之と棋聖戦を戦った当時のインタビューで、一日の将棋の勉強時間が10時間を超えると答えたことがある。「愛読書は『将棋年鑑』」。屋敷は当時、勉強をほとんどしないことを自称していたため[25]、対極的な2人として話題になった。1日に24時間、将棋のことを考えていた時がある[17]。
- 研究会には入らず、1人で勉強に打ち込んでいたが、後に豊島将之など関西の若手棋士と研究をしている[26]。また、杉本昌隆とは昔から親しい仲で、弟子の藤井聡太も杉本の勧めでプロ入り前に武者修行として三浦と研究会を行ったことがある[27][28]。
- 野月浩貴の結婚式では誰とも話さず詰将棋を解いていた[17]という噂もあったが、野月の結婚式には出ていないとし、三浦本人が噂を否定している[29]。一方で、木村一基の結婚式ではずっと詰将棋を解いていた[30]。
- 若い時には所かまわず目隠し将棋を挑んでいた。加藤治郎名誉九段（元日本将棋連盟会長）の葬儀の後、駅への帰り道で鈴木大介と目隠し将棋を指していた[31]。
- 2008年4〜5月に順位戦に向け早々とトレーニングを開始したところ、根をつめすぎて体調を崩した[32]。

対局関連
- タイトル戦で対局中に出されるおやつとしてカロリーメイト（ブロックタイプ）をよく注文する。理由は「（ケーキ等だと）勝負が佳境に入るとおやつを食べる暇もなくなり、結局捨てられてしまうのがもったいない」「カロリーメイトなら袋に入っているから残っても誰かが食べられる」というもの[33]。
- 冷房をめぐって加藤一二三九段と無言の争い。 両者とも一手ごとに温度を上げ下げしていた[17]。そして将棋一途の素朴な人柄、マイペースだが憎めない振る舞いから、加藤一二三の後継者に推すファンも多いという[17]。
- 研究を明かしたくないのか局後の感想戦で口ごもり、対戦相手をキレさせたり、対戦相手が自分の研究どおりに指してくると、つい「ヨシッ」と口に出してしまう[17]。

コンピュータ将棋
- 2013年4月20日に行われた第2回将棋電王戦第5局でGPS将棋[注釈 9]に102手で敗北した[34]。

## 昇段履歴
- 1987年00月00日： 6級 = 奨励会入会
- 1989年00月00日： 初段
- 1992年10月01日： 四段（第11回奨励会三段リーグ戦優勝・三段リーグ3期目） = プロ入り
- 1995年04月01日： 五段（順位戦C級1組昇級）
- 1996年10月01日： 六段（特別昇段：棋聖獲得など抜群の成績）
- 2000年04月01日： 七段（順位戦B級1組昇級）
- 2001年04月01日： 八段（順位戦A級昇級）[35]
- 2013年08月16日： 九段（勝数規定／八段昇段後公式戦250勝）[36]

## 主な成績

### 獲得タイトル
は2025年7月現在の在位。登場・連覇の 太字 は歴代最多記録。
他の棋士との比較は、タイトル獲得記録、将棋のタイトル在位者一覧を参照。
| タイトル                                 | 獲得年度 | 登場 | 獲得期数 | 連覇 | 永世称号（備考） |
| 竜王                                     | －       | 0    | －       | －   | －               |
| 名人                                     | －       | 1回  | －       | －   | －               |
| 王位                                     | －       | 0    | －       | －   | －               |
| 叡王                                     | －       | 0    | －       | －   | －               |
| 王座                                     | －       | 0    | －       | －   | －               |
| 棋王                                     | －       | 1回  | －       | －   | －               |
| 王将                                     | －       | 0    | －       | －   | －               |
| 棋聖                                     | 1995     | 3回  | 1期      | －   | －               |
| タイトル獲得 合計 1期 / 登場回数 合計5回 |          |      |          |      |                  |

（2013年度棋王戦終了まで）
タイトル戦登場
- 名人：1回（第68期=2010年度）
- 棋王：1回（第39期=2013年度）
- 棋聖：3回（第66期=1995年度-1997年度）

登場回数 合計 5回（2013年度棋王戦まで、上記回数には第29期竜王戦を含まない）

### 一般棋戦優勝
- 新人王戦 1回（第29回 = 1998年度）
- NHK杯 1回（第52回 = 2002年度）
- 将棋日本シリーズ 1回（第36回 = 2015年度）

優勝合計 3回

### 将棋大賞
- 第24回（1996年度） 殊勲賞
- 第28回（2000年度） 升田幸三賞（ミレニアム囲いで高い勝率をあげたことから）
- 第41回（2013年度） 名局賞特別賞（第72期A級順位戦9回戦）

### 在籍クラス
| 開始 年度 | (出典)順位戦出典 | (出典)順位戦出典                                | (出典)順位戦出典                                | (出典)順位戦出典                                | (出典)順位戦出典                                | (出典)順位戦出典                                | (出典)順位戦出典                                | (出典)順位戦出典                                | (出典)竜王戦出典 | (出典)竜王戦出典                           | (出典)竜王戦出典                | (出典)竜王戦出典                | (出典)竜王戦出典                | (出典)竜王戦出典                | (出典)竜王戦出典                | (出典)竜王戦出典                | (出典)竜王戦出典                | (出典)竜王戦出典                |
| 開始 年度 | 期               | 名人                                            | A級                                             | B級                                             | B級                                             | C級                                             | C級                                             | 0                                               | 期               | 竜王                                       | 1組                             | 2組                             | 3組                             | 4組                             | 5組                             | 6組                             | 決勝 T                          |                                 |
| 開始 年度 | 期               | 名人                                            | A級                                             | 1組                                             | 2組                                             | 1組                                             | 2組                                             | 0                                               | 期               | 竜王                                       | 1組                             | 2組                             | 3組                             | 4組                             | 5組                             | 6組                             | 決勝 T                          |                                 |
| --- | ---------------- | ----------------------------------------------- | ----------------------------------------------- | ----------------------------------------------- | ----------------------------------------------- | ----------------------------------------------- | ----------------------------------------------- | ----------------------------------------------- | ---------------- | ------------------------------------------ | ------------------------------- | ------------------------------- | ------------------------------- | ------------------------------- | ------------------------------- | ------------------------------- | ------------------------------- | ------------------------------- |
| 1992 | 51               | 四段昇段前                                      | 四段昇段前                                      | 四段昇段前                                      | 四段昇段前                                      | 四段昇段前                                      | 四段昇段前                                      | 四段昇段前                                      | 6                |                                            |                                 |                                 |                                 |                                 |                                 | 6組                             | --                              | 3-1/昇1-0                       |
| 1993 | 52               |                                                 |                                                 |                                                 |                                                 |                                                 | C251                                            | 8-2                                             | 7                |                                            |                                 |                                 |                                 |                                 | 5組                             |                                 | --                              | 2-1/昇1-1                       |
| 1994 | 53               |                                                 |                                                 |                                                 |                                                 |                                                 | C206                                            | 9-1                                             | 8                |                                            |                                 |                                 |                                 |                                 | 5組                             |                                 | --                              | 1-1/昇1-1                       |
| 1995 | 54               |                                                 |                                                 |                                                 |                                                 | C121                                            |                                                 | 8-2                                             | 9                |                                            |                                 |                                 |                                 |                                 | 5組                             |                                 | --                              | 2-1/昇2-1                       |
| 1996 | 55               |                                                 |                                                 |                                                 |                                                 | C102                                            |                                                 | 5-5                                             | 10               |                                            |                                 |                                 |                                 |                                 | 5組                             |                                 | --                              | 0-1/昇5-1                       |
| 1997 | 56               |                                                 |                                                 |                                                 |                                                 | C111                                            |                                                 | 7-3                                             | 11               |                                            |                                 |                                 |                                 |                                 | 5組                             |                                 | --                              | 2-1/昇3-0                       |
| 1998 | 57               |                                                 |                                                 |                                                 |                                                 | C105                                            |                                                 | 9-1                                             | 12               |                                            |                                 |                                 |                                 | 4組                             |                                 |                                 | --                              | 2-1/昇1-1                       |
| 1999 | 58               |                                                 |                                                 |                                                 | B220                                            |                                                 |                                                 | 9-1                                             | 13               |                                            |                                 |                                 |                                 | 4組                             |                                 |                                 | 2-1                             | 5-0 (1位)                       |
| 2000 | 59               |                                                 |                                                 | B113                                            |                                                 |                                                 |                                                 | 9-3                                             | 14               |                                            |                                 |                                 | 3組                             |                                 |                                 |                                 | --                              | 1-1/昇0-1                       |
| 2001 | 60               |                                                 | A 10                                            |                                                 |                                                 |                                                 |                                                 | 3-6                                             | 15               |                                            |                                 |                                 | 3組                             |                                 |                                 |                                 | --                              | 1-1/昇4-0                       |
| 2002 | 61               |                                                 | A 08                                            |                                                 |                                                 |                                                 |                                                 | 4-5                                             | 16               |                                            |                                 | 2組                             |                                 |                                 |                                 |                                 | --                              | 2-1/昇2-0                       |
| 2003 | 62               |                                                 | A 07                                            |                                                 |                                                 |                                                 |                                                 | 5-4                                             | 17               |                                            | 1組                             |                                 |                                 |                                 |                                 |                                 | --                              | 0-1/出1-1                       |
| 2004 | 63               |                                                 | A 05                                            |                                                 |                                                 |                                                 |                                                 | 4-5                                             | 18               |                                            | 1組                             |                                 |                                 |                                 |                                 |                                 | 2-2                             | 4-0 (1位)                       |
| 2005 | 64               |                                                 | A 07                                            |                                                 |                                                 |                                                 |                                                 | 3-6                                             | 19               |                                            | 1組                             |                                 |                                 |                                 |                                 |                                 | --                              | 0-1/出0-1                       |
| 2006 | 65               |                                                 | A 08                                            |                                                 |                                                 |                                                 |                                                 | 4-5                                             | 20               |                                            |                                 | 2組                             |                                 |                                 |                                 |                                 | --                              | 2-1/昇1-0                       |
| 2007 | 66               |                                                 | A 08                                            |                                                 |                                                 |                                                 |                                                 | 7-2                                             | 21               |                                            | 1組                             |                                 |                                 |                                 |                                 |                                 | --                              | 0-1/出0-1                       |
| 2008 | 67               |                                                 | A 02                                            |                                                 |                                                 |                                                 |                                                 | 3-6                                             | 22               |                                            |                                 | 2組                             |                                 |                                 |                                 |                                 | --                              | 1-1/昇1-1                       |
| 2009 | 68               |                                                 | A08                                             |                                                 |                                                 |                                                 |                                                 | 7-2                                             | 23               |                                            |                                 | 2組                             |                                 |                                 |                                 |                                 | 0-1                             | 3-1 (2位)                       |
| 2010 | 69               |                                                 | A 01                                            |                                                 |                                                 |                                                 |                                                 | 4-5                                             | 24               |                                            | 1組                             |                                 |                                 |                                 |                                 |                                 | --                              | 1-1/出0-1                       |
| 2011 | 70               |                                                 | A 05                                            |                                                 |                                                 |                                                 |                                                 | 5-4                                             | 25               |                                            | 1組                             |                                 |                                 |                                 |                                 |                                 | 1-1                             | 0-1/出3-0 (5位)                 |
| 2012 | 71               |                                                 | A 03                                            |                                                 |                                                 |                                                 |                                                 | 7-2                                             | 26               |                                            | 1組                             |                                 |                                 |                                 |                                 |                                 | --                              | 0-1/出0-1                       |
| 2013 | 72               |                                                 | A 02                                            |                                                 |                                                 |                                                 |                                                 | 4-5                                             | 27               |                                            |                                 | 2組                             |                                 |                                 |                                 |                                 | 0-1                             | 3-1 (2位)                       |
| 2014 | 73               |                                                 | A 06                                            |                                                 |                                                 |                                                 |                                                 | 3-6                                             | 28               |                                            | 1組                             |                                 |                                 |                                 |                                 |                                 | --                              | 2-1/出0-1                       |
| 2015 | 74               |                                                 |                                                 | B101                                            |                                                 |                                                 |                                                 | 9-3                                             | 29               |                                            | 1組                             |                                 |                                 |                                 |                                 |                                 | 4-1                             | 2-1/出1-0 (3位)                 |
| |                  |                                                 |                                                 |                                                 |                                                 |                                                 |                                                 |                                                 |                  | ↑第29期 挑決三番勝負に勝利後、出場停止処分 |                                 |                                 |                                 |                                 |                                 |                                 |                                 |                                 |
| |                  | ↓第75期 5局不戦 /「将棋ソフト不正使用疑惑」参照 | ↓第75期 5局不戦 /「将棋ソフト不正使用疑惑」参照 | ↓第75期 5局不戦 /「将棋ソフト不正使用疑惑」参照 | ↓第75期 5局不戦 /「将棋ソフト不正使用疑惑」参照 | ↓第75期 5局不戦 /「将棋ソフト不正使用疑惑」参照 | ↓第75期 5局不戦 /「将棋ソフト不正使用疑惑」参照 | ↓第75期 5局不戦 /「将棋ソフト不正使用疑惑」参照 |                  | 「#将棋ソフト不正使用疑惑」参照            | 「#将棋ソフト不正使用疑惑」参照 | 「#将棋ソフト不正使用疑惑」参照 | 「#将棋ソフト不正使用疑惑」参照 | 「#将棋ソフト不正使用疑惑」参照 | 「#将棋ソフト不正使用疑惑」参照 | 「#将棋ソフト不正使用疑惑」参照 | 「#将棋ソフト不正使用疑惑」参照 | 「#将棋ソフト不正使用疑惑」参照 |
| 2016 | 75               |                                                 | A 10                                            |                                                 |                                                 |                                                 |                                                 | 1-3                                             | 30               |                                            | 1組                             |                                 |                                 |                                 |                                 |                                 | --                              | 0-1/出0-1                       |
| 2017 | 76               |                                                 | A 11                                            |                                                 |                                                 |                                                 |                                                 | 5-5                                             | 31               |                                            |                                 | 2組                             |                                 |                                 |                                 |                                 | 1-1                             | 4-0 (1位)                       |
| 2018 | 77               |                                                 | A 08                                            |                                                 |                                                 |                                                 |                                                 | 4-5                                             | 32               |                                            | 1組                             |                                 |                                 |                                 |                                 |                                 | --                              | 0-1/出1-1                       |
| 2019 | 78               |                                                 | A 07                                            |                                                 |                                                 |                                                 |                                                 | 4-5                                             | 33               |                                            | 1組                             |                                 |                                 |                                 |                                 |                                 | --                              | 0-1/出2-1                       |
| 2020 | 79               |                                                 | A 07                                            |                                                 |                                                 |                                                 |                                                 | 1-8                                             | 34               |                                            | 1組                             |                                 |                                 |                                 |                                 |                                 | --                              | 0-1/出0-1                       |
| 2021 | 80               |                                                 |                                                 | B102                                            |                                                 |                                                 |                                                 | 6-6                                             | 35               |                                            |                                 | 2組                             |                                 |                                 |                                 |                                 | --                              | 0-1/昇0-1                       |
| 2022 | 81               |                                                 |                                                 | B106                                            |                                                 |                                                 |                                                 | 7-5                                             | 36               |                                            |                                 |                                 | 3組                             |                                 |                                 |                                 | 1-1                             | 4-0 (1位)                       |
| 2023 | 82               |                                                 |                                                 | B105                                            |                                                 |                                                 |                                                 | 5-7                                             | 37               |                                            |                                 | 2組                             |                                 |                                 |                                 |                                 | --                              | 0-1/昇4-0                       |
| 2024 | 83               |                                                 |                                                 | B109                                            |                                                 |                                                 |                                                 | 4-8                                             | 38               |                                            | 1組                             |                                 |                                 |                                 |                                 |                                 | --                              | 0-1/出2-1                       |
| 2025 | 84               |                                                 |                                                 |                                                 | B202                                            |                                                 |                                                 | -                                               | 39               |                                            | 1組                             |                                 |                                 |                                 |                                 |                                 | --                              | -                               |
| 順位戦、竜王戦の 枠表記 は挑戦者。右欄の数字は勝-敗(番勝負/PO含まず)。 順位戦の右数字はクラス内順位 ( x当期降級点 / *累積降級点 / +降級点消去 ) 順位戦の「F編」はフリークラス編入 /「F宣」は宣言によるフリークラス転出。 竜王戦の 太字 はランキング戦優勝、竜王戦の 組(添字) は棋士以外の枠での出場。 |                  |                                                 |                                                 |                                                 |                                                 |                                                 |                                                 |                                                 |                  |                                            |                                 |                                 |                                 |                                 |                                 |                                 |                                 |                                 |

### 年度別成績
| 年度             | 対局数 | 勝数 | 負数 | 勝率   | (出典) |
| ---------------- | ------ | ---- | ---- | ------ | ------ |
| 1992年度         | 12     | 8    | 4    | 0.6667 | [ 39 ] |
| 1993年度         | 48     | 34   | 14   | 0.7083 | [ 40 ] |
| 1994年度         | 47     | 33   | 14   | 0.7021 | [ 41 ] |
| 1995年度         | 50     | 33   | 17   | 0.6600 | [ 42 ] |
| 1996年度         | 38     | 23   | 15   | 0.6053 | [ 43 ] |
| 1997年度         | 39     | 20   | 19   | 0.5128 | [ 44 ] |
| 1998年度         | 48     | 34   | 14   | 0.7083 | [ 45 ] |
| 1999年度         | 47     | 34   | 13   | 0.7234 | [ 46 ] |
| 2000年度         | 37     | 22   | 15   | 0.5946 | [ 47 ] |
| 1992-2000 (小計) | 404    | 241  | 163  |        |        |
| 年度             | 対局数 | 勝数 | 負数 | 勝率   | (出典) |
| 2001年度         | 31     | 13   | 18   | 0.4194 | [ 48 ] |
| 2002年度         | 39     | 24   | 15   | 0.6154 | [ 49 ] |
| 2003年度         | 40     | 24   | 16   | 0.6000 | [ 50 ] |
| 2004年度         | 35     | 21   | 14   | 0.6000 | [ 51 ] |
| 2005年度         | 42     | 21   | 21   | 0.5000 | [ 52 ] |
| 2006年度         | 28     | 15   | 13   | 0.5357 | [ 53 ] |
| 2007年度         | 33     | 17   | 16   | 0.5152 | [ 54 ] |
| 2008年度         | 34     | 18   | 16   | 0.5264 | [ 55 ] |
| 2009年度         | 44     | 27   | 17   | 0.6136 | [ 56 ] |
| 2010年度         | 51     | 25   | 26   | 0.4902 | [ 57 ] |
| 2001-2010 (小計) | 377    | 205  | 172  |        |        |
| 1992-2010 (累計) |        |      |      |        |        |
| 年度             | 対局数 | 勝数 | 負数 | 勝率   | (出典) |
| 2011年度         | 44     | 23   | 21   | 0.5227 | [ 58 ] |
| 2012年度         | 32     | 18   | 14   | 0.5625 | [ 59 ] |
| 2013年度         | 36     | 17   | 19   | 0.4722 | [ 60 ] |
| 2014年度         | 41     | 23   | 18   | 0.5610 | [ 61 ] |
| 2015年度         | 42     | 28   | 14   | 0.6667 | [ 62 ] |
| 2016年度         | 32     | 10   | 22   | 0.3125 | [ 63 ] |
| 2017年度         | 39     | 24   | 15   | 0.6154 | [ 64 ] |
| 2018年度         | 39     | 24   | 15   | 0.6154 | [ 65 ] |
| 2019年度         | 42     | 22   | 20   | 0.5238 | [ 66 ] |
| 2020年度         | 38     | 17   | 21   | 0.4474 | [ 67 ] |
| 2011-2020 (小計) | 385    | 206  | 176  |        |        |
| 1992-2020 (累計) |        |      |      |        |        |
| 年度             | 対局数 | 勝数 | 負数 | 勝率   | (出典) |
| 2021年度         | 32     | 16   | 16   | 0.5000 | [ 68 ] |
| 2022年度         | 31     | 16   | 15   | 0.5161 | [ 69 ] |
| 2023年度         | 28     | 9    | 19   | 0.3214 | [ 70 ] |
| 2024年度         | 39     | 20   | 19   | 0.5128 | [ 71 ] |
| 2021-2024 (小計) | 130    | 61   | 69   |        |        |
| 通算             | 1248   | 706  | 542  | 0.5657 | [ 72 ] |
| 2024年度まで     |        |      |      |        |        |

### その他表彰
- 2018年8月27日 将棋栄誉賞（通算600勝達成）[73]

## 主な著書
- 三浦流右四間の極意 四間飛車をやっつけろ（2002年5月、毎日コミュニケーションズ、ISBN 4-8399-0393-X）
- 鉄壁!トーチカ戦法（2003年10月、日本将棋連盟、ISBN 4-8197-0371-4）
- 三浦の矢倉研究 脇システム編（2014年5月、マイナビ、ISBN 978-4-8399-5194-8）